# 裸奔

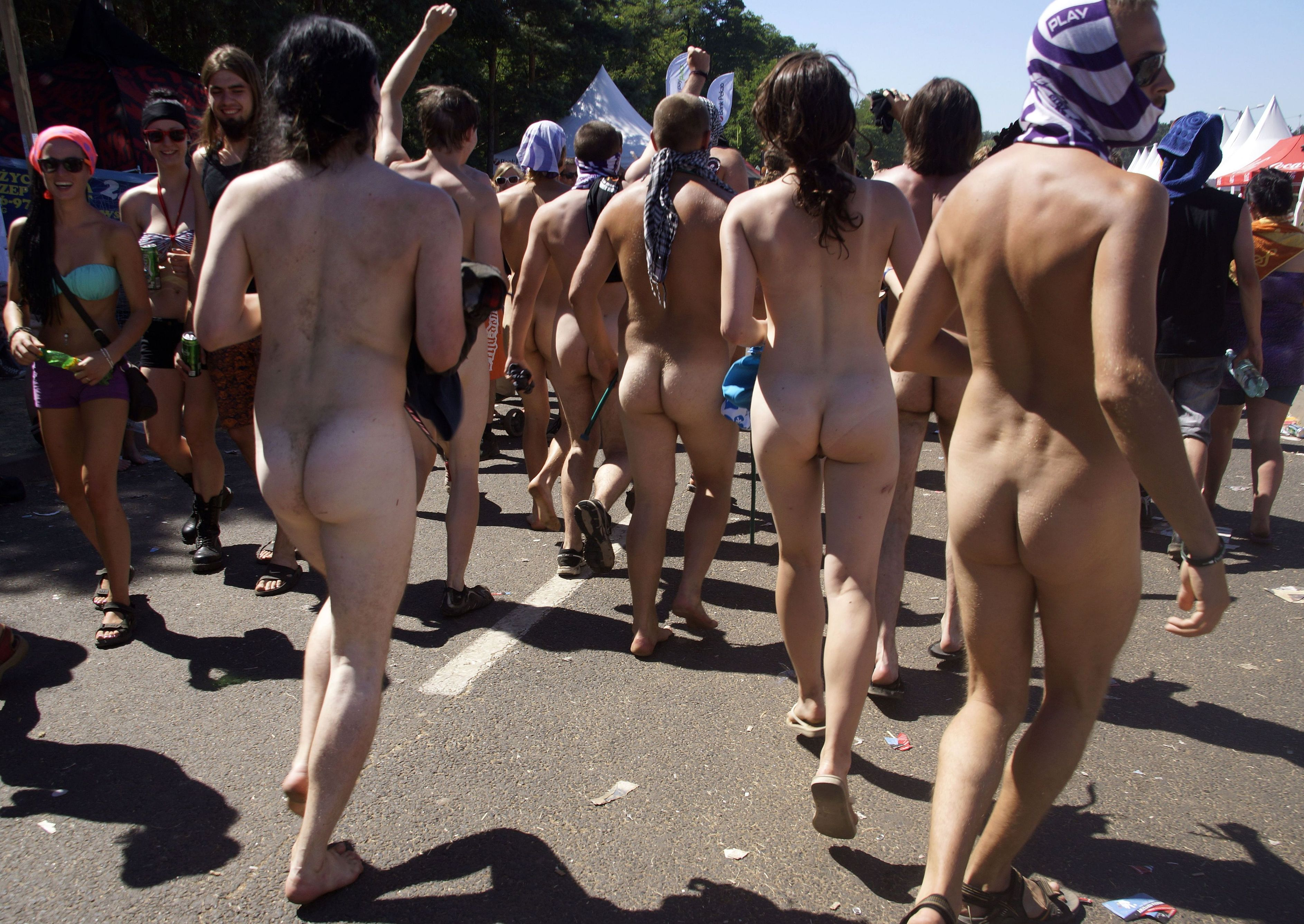
2013年波蘭胡士托音樂藝術節

裸奔為脱去衣服，在公共场所裸体奔跑的行为，亦即一种公开裸露行为。

## 历史
1799年6月5日，晚上7点，一名裸体男子，在伦敦的Mansion House被逮，然后被扭送Poultry Counter监狱。他承认为了10 guineas (当时的一种英国硬币，2009: £735 )的赌注，从Cornhill裸体跑到Cheapside。

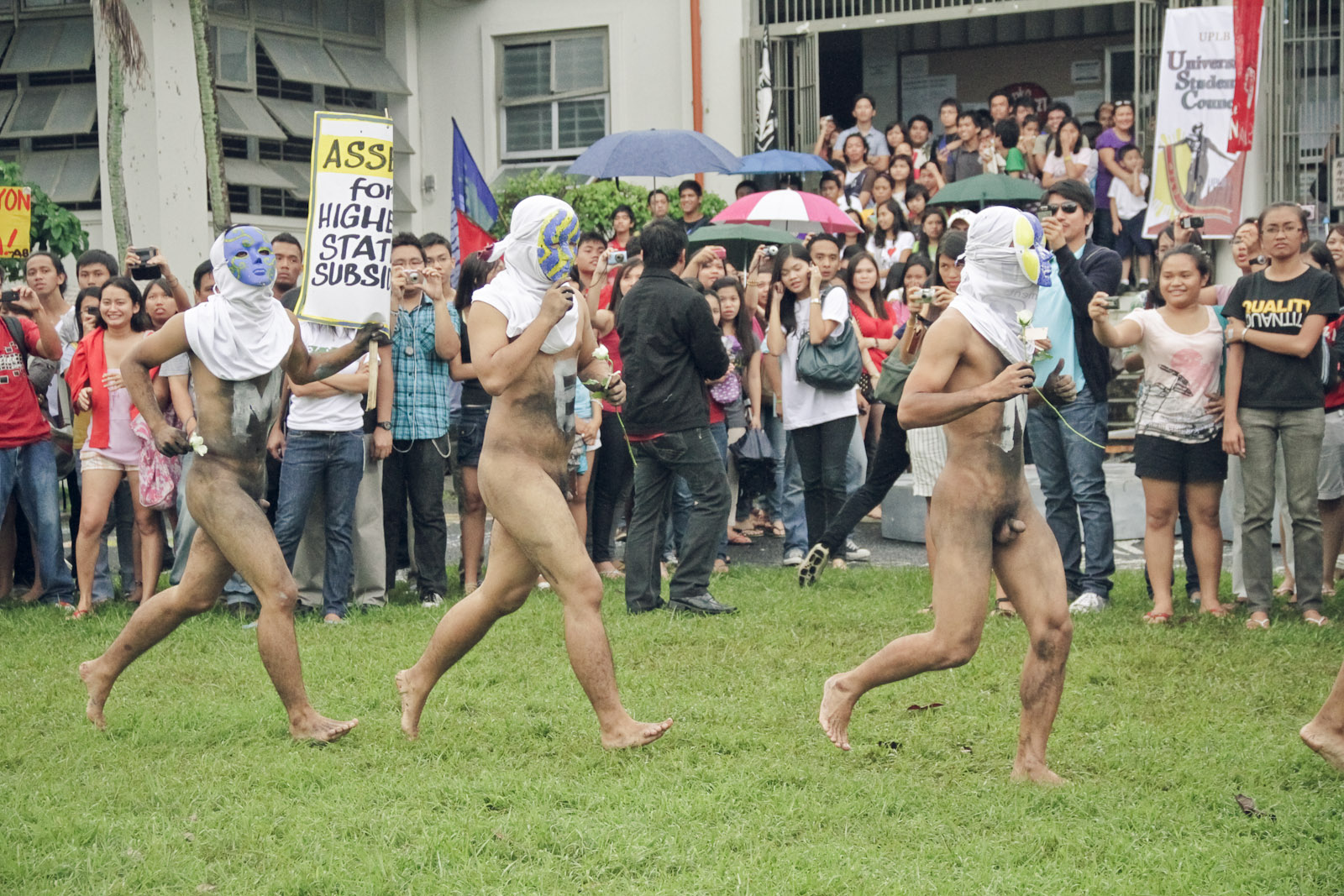
2010年菲律賓大學洛斯巴尼奧斯分校奉獻之跑

第一次有记载的大学生裸奔事件，发生在1804年的美国华盛顿学院（现华盛顿与李大学）。当时的大三学生乔治·威廉·克伦普，因为裸体奔跑穿越学校所在的维吉尼亚州列克星顿市而被捕。后来罗伯特·李把裸奔拥护成为华盛顿与李的年轻人的一种仪式。克伦普畢業後，后来成为美国众议院议员和驻智利大使。
时代杂志在1973年12月刊，称裸奔是“洛杉矶地区日渐受欢迎的流行”，“被大学生和其他团体追捧”。一位读者写信回应，“大家应该知道，过去十年，裸奔给圣母大学的校园警察带的困扰”，并指出圣母大学的一个学生团体，在1972年给“裸奔者奥运会”出资赞助的事。

## 裸奔的可能原因

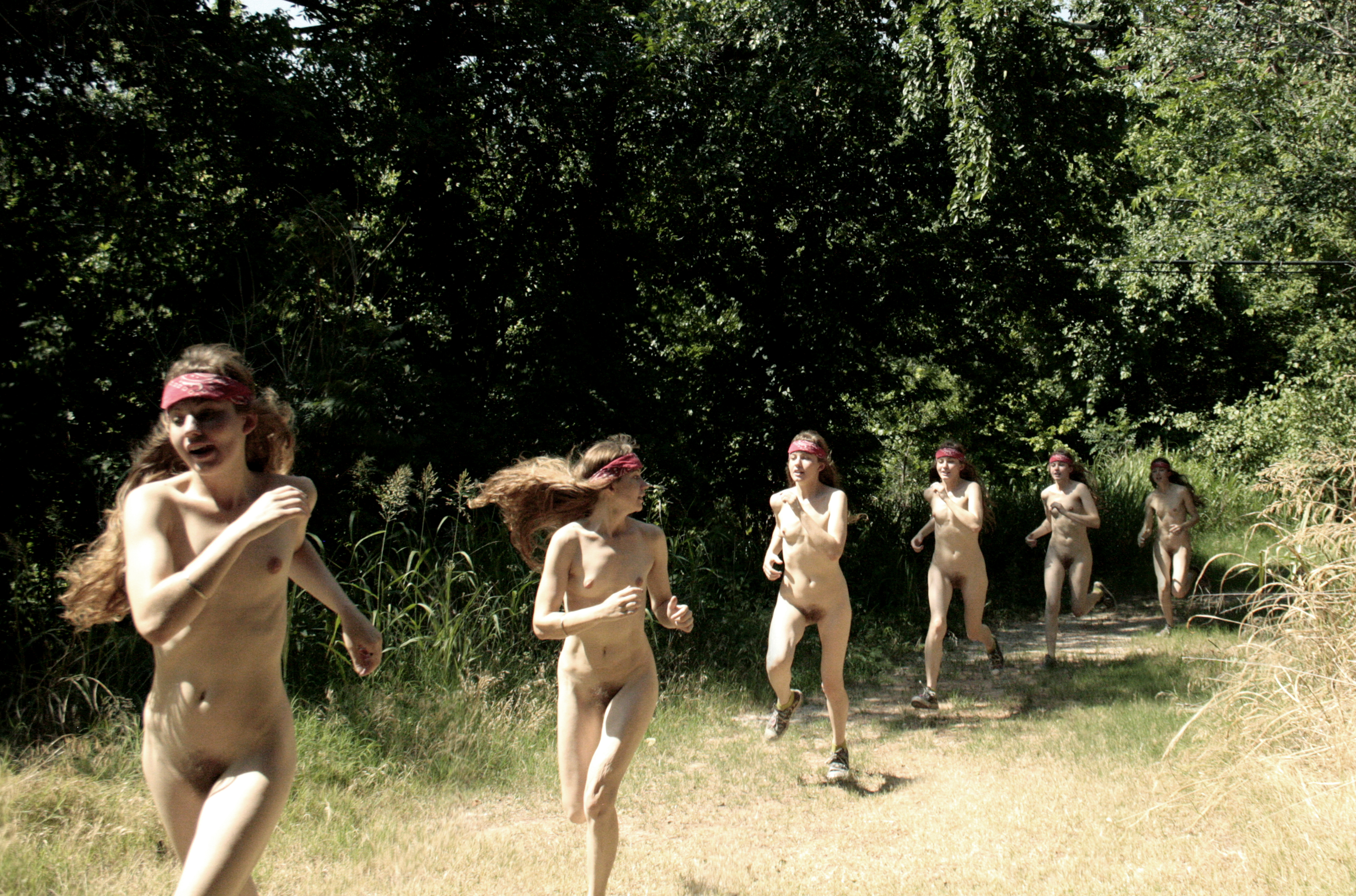
天然主義者裸體奔跑

- 宣揚政治理念、思想或示威，如宣揚天然主義、性別平等
- 宗教儀式
- 行為藝術或戲劇演出
- 惡作劇、追求刺激或純粹只為好玩
- 與人賭博
- 遭人恐嚇、羞辱或洗劫
- 在缺乏預警、準備下緊急逃離突發的極端危險狀況，如火警
- 突發而強烈的情緒失控、衝動魯莽
- 精神病
- 醉酒、濫用藥物
- 受傷，如潘氏金福幼時照片

## 流行文化的延伸
後來裸奔成為一種流行用語，泛指沒有防禦的狀態。例如是一台沒有防毒軟件的電腦，在輻射地區不穿著防護服之類皆可稱為裸奔。此種用法多於中國大陸通行。